# 富山県警察学校
富山県警察学校（とやまけんけいさつがっこう）は、富山県警察の警察官並びに警察職員を養成する富山県の警察学校。本部課長、警察署長などを歴任した首席参事官クラスのベテラン警視が学校長を務める。

## 所在地
- 〒930-0916 富山県富山市向新庄町8丁目2-46

## 組織
- 校長(警視)
- 副校長(警視)
- 管理官